# شیلا مک‌لاود
شیلا مک‌لاود (انگلیسی: Shelagh McLeod؛ زادهٔ ۷ مهٔ ۱۹۶۰) بازیگر، کارگردان فیلم و فیلم‌نامه‌نویس اهل کانادا است.
از فیلم‌ها یا مجموعه‌های تلویزیونی که وی در آن‌ها نقش داشته‌است، می‌توان به پوآرو، طبابت در پیک و کلئوپاتراها اشاره نمود.